# Palača Muraba
Palača Muraba (arabsko Qasr al Murabba; kvadratna palača) je ena od zgodovinskih stavb v Al Murabi v Rijadu v Saudovi Arabiji. Palača je prva stavba, ki je bila postavljena zunaj obzidja starega mesta. Ime je dobila po svojem obliki kvadrata dimenzije 400 krat 400 metrov. Je eden izmed muzejev v mestu.

## Zgodovina
Palačo je zgradil kralj Abdulaziz zunaj Rijada, kar je bila prva večja širitev mesta v 20. stoletju. Gradnja se je začela leta 1936 in delno dokončana leta 1938. V celoti je bila dokončana leta 1945. Gradnjo je nadzoroval gradbenik Ibn Qabba, vendar je tudi kralj osebno sodeloval pri gradnji. Palača je bila mišljena kot družinska rezidenca in dvor za kralja. Z izgradnjo palače so bile saudski družbi uvedene tri nove tehnologije: uporaba avtomobilov kot prevoznega sredstva, elektrika s pomočjo generatorjev in vodna stranišča z drenažnimi sistemi. Za povezavo palače z mestnim središčem je bila zgrajena betonska cesta, ki je bila prav tako nova v mestu. Leta 1939 so Aramcvio tehniki v palačo dodali elektriko, razsvetljavo, ventilatorje, omejeno klimatsko napravo, centralno oskrbo z vodo in stranišča.
Kralj je zapustil svoj nekdanji dvor v trdnjavi Masmak, ko je bila gradnja končana in uporabljal palačo kot svojo rezidenco in dvor od leta 1938 do svoje smrti leta 1953. Ena od njegovih žena, Hussa bint Ahmed Al Sudairi, se je prav tako preselila z njim v palačo leta 1938. Druga palača, Adira, je bila prav tako uporabljena kot kraljeva rezidenca.
Med vladavino kralja Abdulaziza je bila palača Murabe priča številnim uradnim obiskom in podpisom različnih sporazumov. V poznih 1940-ih so v palačo Muraba namestili dvigalo, ko je imel kralj težave pri vzpenjanju po stopnicah zaradi napredovalega artritisa. To je bilo prvo dvigalo v Saudovi Arabiji. Kralj je enega od svojih sinov, princa Mansurja, imenoval za emirja palače.
Naslednik kralja Abdulaziza, kralj Saud, je prav tako uporabljal palačo za uradne dejavnosti. Na primer, 7. marca 1954 je s slovesnostjo v palači Muraba otvoril svet ministrov.

## Lokacija
Palača Muraba stoji dva kilometra severno od starega mesta Rijad, njena skupna površina pa je bila več kot 16 hektarjev. Območje palače je bilo kasneje razširjeno na 30 hektarjev. V študiji iz leta 2021 je velikost palače navedena kot 9844,64 m².
Palača je približno pol milje oddaljena od trdnjave Masmak. Območje palače se je imenovalo Muraba Al Sufjan. Na jugu palače so vrtovi, na vzhodu pa dolina Batha. Vadi Abu Rafie je na zahodu, majhni griči pa ležijo severno od palače.
Palača Muraba je zelo blizu dvorca Al Šamsia, ki je bil rezidenca Sauda Al Kabirja in njegove žene Noure bint Abdul Rahman, starejše sestre kralja Abdulaziza. V 1950-ih je bila palača Muraba s kamnito cesto povezana s kmetijo Al Nasrijah, ki je pravzaprav podeželska palača na zahodu starega Rijada.

## Postavitev in slog
Zgradba je kompleks palač, ki se uporabljajo za različne namene, v dveh nadstropjih z 32 sobami. Celotna oblika stavbe je kubična. Sestavljajo ga stanovanjske stavbe, servisni objekti in kraljev divan. Te stavbe obdaja dvorišče. Ogromno opečnato obzidje obdaja tudi palačo in ima devet vrat. Glavna vrata so bila prvotno na zahodni strani, kasneje pa so bila vrata na južni strani uporabljena kot glavni vhod, ki je omogočal kratko povezavo do bližnje mošeje.
Zgornje nadstropje stavbe, ki se je uporabljalo za kraljevi dvor, je vključevalo dvorano za avdience, pisarne za upravne zadeve, komunikacije in sobe za goste. V pritličju so bile pisarne za oskrbo palače, varnost in administracijo.
Stavba ima preprost slog in odseva splošne značilnosti tradicionalne nadždiške arhitekture. Odraža tudi splošne značilnosti urbanističnega vzorca v Nadždu, in sicer trdne gmote, pokrite ulice in integracijo dvorišč. Palača je bila zgrajena predvsem iz opeke, avtohtonega kamna, debla tamariske in stebel palmovih listov. Stene stavbe so izdelane iz slamnate opeke in imajo vrezane ornamente na premazu. Za strop palače je bila uporabljena lokalna akacija z zastirkami iz palmovih listov. Leseni tramovi, ki podpirajo strop, so okrašeni z rumenimi, rdečimi in črnimi geometrijskimi vzorci.

## Trenutna poraba
Saudska komisija za turizem in starine je leta 1999 začela razvojni projekt za prenovo palače Muraba. Spremenjena je bila v muzej in je postala odprta za javne obiske. Po prenovi so jo poimenovali »živi muzej«. Je del kralja Abdulaziza Darata ali zgodovinskega središča kralja Abdulaziza.
V sedanji rabi so v pritličju soba za stražarje in skladišča za hrano, kavo, les in druge materiale, potrebne za kuhanje. Zgornje nadstropje sestavljajo saloni in čakalnice za obiskovalce. Tam je razstavljenih več zgodovinskih oblačil in obrti. V stavbi sta tudi spominska dvorana kralja Abdulaziza ter pisni in fotografski arhivski center.
Eden od visokih gostov, ki so ga pozdravili v palači Muraba, je bil generalni sekretar kitajske komunistične partije Xi Jinping, ki je Saudovo Arabijo obiskal januarja 2016. 20. maja 2017 sta se ameriški predsednik Donald Trump in njegova žena Melania Trump udeležila večerje, ki jo je organiziral kralj Salman bin Abdulaziz Al Saud v palači Muraba.